# Ignatz Award
Os Prêmios Ignatz reconhecem conquistas notáveis em quadrinhos e desenhos animados de pequenos criadores de imprensa ou projetos de propriedade de criadores publicados por editoras maiores. Eles são concedidos a esses artistas todos os anos na Small Press Expo desde 1997, apenas pulando o ano de 2001, quando o programa foi cancelado devido aos ataques de 11 de setembro. Desde 2014 A SPX foi realizada em Bethesda, North Bethesda, ou Silver Spring, Maryland.
Os Prêmios Ignatz são nomeados em homenagem a George Herriman e sua tira Krazy Kat, onde havia um rato arremessador de tijolos dque se chamava Ignatz.

## Critérios de premiação
Sendo um dos poucos prêmios concedidos em quadrinhos, o Ignatz Awards é votado pelos participantes da Small Press Expo anual (SPX, ou The Expo), uma convenção e feira de fim de semana que apresenta quadrinhos dos próprios autores. As indicações para o Prêmio Ignatz são feitas por um comitê de cinco membros composto por profissionais da área.

## História
O prêmio foi administrado por Jeff Alexander de 1998 a 2006, e depois assumido por Greg McElhatton. Enquanto foi Coordenador do Prêmio Ignatz, Alexander desenhou uma tira para o programa anual de premiação no estilo de George Herriman.

## Categorias de prêmios
O Ignatz é concedido nas seguintes categorias:
- Artista Notável
- Antologia Notável (adicionada em 2017) [5]
- Coleção Notável (adicionada em 2017)
- Novela Gráfica Notável (adicionada em 2005)
- História Notável
- Novo Talento Promissor
- Série Notável
- Quadrinho Notável
- Mini-quadrinho Notável
- Quadrinho Online Notável (adicionado em 2001)

### Categorias descontinuadas
- Melhor Romance Gráfico ou Coleção (1997–2004, substituído em 2005 por dois prêmios separados)
- Excelente quadrinho de estreia (2000–2008)
- Outstanding Anthology or Collection (2005–2016, substituído em 2017 por dois prêmios separados)